# 東宝公楽 (京都市)
東宝公楽劇場（とうほうこうらくげきじょう）は、かつて京都市中京区に存在した日本の映画館である。経営・運営は東宝の完全子会社、株式会社公楽会館が行っていた。

## 特徴
河原町三条の三条通に面した東宝公楽会館ビル内にあった。2005年頃までは洋画と邦画が交互に上映され、その後はヒット予想の高い邦画が上映された。TOHOシネマズスカラ座系の東宝洋画系邦画チェーンであり、まれにTOHOシネマズ有楽座系の作品や、TOHOシネマズ日劇スクリーン2・3系の邦画作品も上映することがあった。定員509人。

## 歴史
1994年の「第7回東京国際映画祭・京都大会」では会場となり、来日した映画監督ロジャー・コーマンが壇上に上がった。2001年11月に新京極地区に開館し、2005年にツインビル体制となったMOVIX京都（松竹直営）、2005年にJR二条駅前に開館したTOHOシネマズなど近隣のシネマコンプレックスの影響で観客動員数が低迷した。また建物の老朽化も理由とし、2009年3月31日の『トップガン』と『オペラ座の怪人（2005）』の上映を最後に閉館となった。河原町地区の東宝邦画系（主にTOHOシネマズ日劇スクリーン2）チェーンはMOVIX京都で上映されることはなく、新京極シネラリーベに集約されたが、新京極シネラリーベも2013年に閉館している。
2009年中に建物が解体され、跡地には関西地区に初進出したロイヤルパークホテルズアンドリゾーツが2011年秋にオープンした。

## 略歴
- 1949年 : 株式会社公楽会館が設立され、髙島屋京都店の南側に公楽会館大劇場・公楽小劇場として開館。
- 1962年 : 現在地に移転して大映の封切館大映公楽に改称。
- 1972年 : 大映の経営破綻・製作撤退により東宝公楽劇場に改称。
- 2007年 : 経営会社の株式会社公楽会館が東宝の完全子会社化する[2]。
- 2009年 : 閉館、取り壊し[3]。

## 閉館間際の主な上映作品
2007年
- 眉山
- 西遊記
- HERO
- ALWAYS 続・三丁目の夕日
- 椿三十郎

2008年
- 陰日向に咲く
- 映画 クロサギ
- ザ・マジックアワー
- 崖の上のポニョ
- 容疑者Xの献身
- 私は貝になりたい

2009年
- 感染列島
- ジェネラル・ルージュの凱旋（最終封切作品）

## 註
1. ↑  東宝、京都市の東宝公楽会館再開発概要を発表、ロイヤルパークホテルズが出店 京都府京都市、遊都総研、2009年2月25日付記事、2009年12月11日閲覧。
2. ↑  株式交換による株式会社公楽会館の完全子会社化に関するお知らせ、東宝、2009年12月11日閲覧。
3. ↑  47年間の営業に終止符 - 三条河原町の老舗映画館「東宝公楽」が閉館、烏丸経済新聞、2009年3月31日付記事、2009年12月11日閲覧。